# Ringo Starr and His All-Starr Band
Ringo Starr and His All-Starr Band ist das zwölfte Album, beziehungsweise das erste Livealbum von Ringo Starr nach der Trennung der Beatles. Es wurde am 15. Oktober 1990 in Großbritannien (USA: 12. Oktober 1990) veröffentlicht.

## Entstehungsgeschichte
Nach dem Erscheinen des kommerziell erfolglosen Kompilationsalbums Starr Struck: Best of Ringo Starr, Vol. 2 im Februar 1989 versuchte Ringo Starr seine Karriere zu reaktivieren.
Zwischen Januar und Juni 1989 wurden 20 Folgen der Serie Thomas the Tank Engine in den USA gesendet, bei denen Ringo Starr eine der Erzählstimmen ist. Die Serie war besonders bei unter zehnjährigen Kindern erfolgreich.
Am 27. März 1989 nahm Ringo Starr mit Buck Owens das Lied Act Naturally auf, das im Juli des gleichen Jahres als Single erschien, sich aber nicht in den Charts platzieren konnte. Ein Video wurde für das Lied ebenfalls aufgenommen. Starr hatte den Owens-Hit 1965 für das Beatles-Album Help! aufgenommen.
Am 20. Juni 1989 verkündete Ringo Starr im Palladium Theatre in New York, dass er mit Freunden als Ringo Starr and His All-Starr Band auf USA-Tournee gehen werde. Vom 23. Juli bis zum 4. September 1989 gab die All-Starr Band 23 Konzerte. Die beiden letzten Konzerte wurden in Los Angeles für das Livealbum und das Livevideo aufgenommen.
Das Konzept der Auftritte der All-Starr Band besteht darin, dass Ringo Starr die Konzerte mit seinen Liedern sowohl eröffnet als auch beendet und jeweils zwischen den Darbietungen der anderen Künstlern ein oder zwei Lieder singt, ansonsten spielt er Schlagzeug. Die Künstler, die Ringo Starr auf den kommenden Tourneen begleiteten, hatten meistens den Zenit ihrer Karriere überschritten. Das vollständige Programm der Konzerte der Tournee des Jahres 1989 war wie folgt:
1. It Don’t Come Easy
2. No No Song
3. Yellow Submarine
4. Iko Iko oder Such a Night (Dr. John)
5. The Weight (Levon Helm, with Dr. John and Rick Danko)
6. Shine Silently (Nils Lofgren)
7. Will It Go Round in Circles (Billy Preston)
8. Act Naturally
9. Honey Don’t
10. You’re a Friend of Mine (Clarence Clemons)
11. The Shape I’m In (Rick Danko)
12. Life in the Fast Lane (Joe Walsh)
13. I Wanna Be Your Man oder Back Off Boogaloo

15 Minuten Pause
1. Desperado (Joe Walsh)
2. Raining in My Heart (Rick Danko)
3. Up On Cripple Creek (Levon Helm)
4. Boys
5. Bein’ Angry (Nils Lofgren)
6. Candy (Dr. John)
7. Right Place, Wrong Time (Dr. John)
8. Quarter to Three (Clarence Clemons)
9. Rocky Mountain Way (Joe Walsh)
10. Nothing from Nothing (Billy Preston)
11. Photograph
12. You’re Sixteen
13. With a Little Help from My Friends

Zwischen dem 30. Oktober und dem 8. November 1989 folgte eine kurze Japan-Tournee mit sieben Auftritten. Da die erste Tournee von Ringo Starr mit seiner All-Starr Band kein kommerzieller Misserfolg war, folgten bis zum Jahr 2016 regelmäßig weitere Tourneen, wobei es bisher zwölf verschiedene Besetzungslisten der All-Starr Band gab.
Nach der Veröffentlichung des Albums wurde der Plattenvertrag in Europa mit der EMI nicht verlängert.
Fünf von den zwölf Liedern der CD wurden von Ringo Starr gesungen.

## Covergestaltung
Das Cover entwarf Arthur Ganz. Der CD liegt ein bebildertes zwölfseitiges Begleitheft bei.

## Titelliste
1. It Don’t Come Easy (Richard Starkey a, George Harrison) – 3:17
2. No No Song (Hoyt Axton, David Jackson) – 3:28
3. Iko Iko (Rosa Lee Hawkins, Barbara Ann Hawkins, Joan Marie Johnson, James Crawford) – 6:10
  - Gesungen von Dr. John
4. The Weight (Robbie Robertson) – 5:57
  - Gesungen von Levon Helm und Rick Danko
5. Shine Silently (Nils Lofgren, Dick Wagner) – 6:45
  - Gesungen von Nils Lofgren
6. Honey Don’t (Carl Perkins) – 2:44
7. You’re Sixteen (Bob Sherman, Dick Sherman) – 2:59
8. Quarter to Three (Frank Guida, Eugene Barge, Joseph Royster, Gary US Bonds) – 3:52
  - Gesungen von Clarence Clemons
9. Raining in My Heart (Buddy Holly) – 5:22
  - Gesungen von Rick Danko
10. Will It Go Round in Circles (Billy Preston) – 4:20
  - Gesungen von Billy Preston
11. Life in the Fast Lane (Joe Walsh, Glenn Frey, Don Henley) – 6:40
  - Gesungen von Joe Walsh
12. Photograph (Richard Starkey, George Harrison) – 4:20

US-Bonus-CD:
1. It Don’t Come Easy (Richard Starkey, George Harrison) – 3:00
2. The Weight (Robbie Robertson) – 5:45
  - Gesungen von Levon Helm
3. Rocky Mountain Way (Rocke Grace, Kenny Pasarelli, Joe Vitale, Joe Walsh) – 7:14
  - Gesungen von Joe Walsh
4. Act Naturally (Johnny Russell, Voni Morrison) – 2:45

## Single-Auskopplungen
Aus dem Album wurden keine Singleauskopplungen vorgenommen.
Das Lied With a Little Help from My Friends vom Livevideo wurde im Juni 1990 auf der B-Seite der 12″-Vinyl-/5″-CD-Single Nobody’s Child von den Traveling Wilburys veröffentlicht.

## Chartplatzierungen
Das Album verfehlte den Einstieg in die offiziellen Charts.

## Sonstiges
- In den USA wurde eine limitierte Version von Ringo Starr and His All-Starr Band mit einer zusätzlichen CD, die vier weitere Lieder enthält, verkauft.
- Ebenfalls in den USA wurde die LP als limitierte und nummerierte Version auf transparentem Vinyl veröffentlicht.[1]
- Im Oktober 1990 wurde in den USA und Europa eine VHS-Videokassette unter dem Titel Ringo Starr and His All Starr Band Live in Concert from the Greek Theatre, Los Angeles beim Label The Video Collection vertrieben. Das Livevideo wurde komplett am 3. September 1989 aufgezeichnet. In den folgenden Jahren wurde das Konzert auch als DVD bei verschiedenen Labeln vertrieben. Die Titelreihenfolge ist wie folgt:

1. It Don’t Come Easy
2. No No Song
3. Yellow Submarine
4. Iko Iko (Dr. John)
5. The Weight (Levon Helm, with Dr. John and Rick Danko)
6. Will It Go Round in Circles (Billy Preston)
7. Act Naturally
8. Honey Don’t
9. You’re a Friend of Mine (Clarence Clemons)
10. The Shape I’m In (Rick Danko)
11. I Wanna Be Your Man
12. Life in the Fast Lane (Joe Walsh)
13. Up On Cripple Creek (Levon Helm)
14. Boys
15. Bein’ Angry (Nils Lofgren)
16. Right Place, Wrong Time (Dr. John)
17. Quarter to Three (Clarence Clemons)
18. Rocky Mountain Way (Joe Walsh)
19. Photograph
20. With a Little Help from My Friends

- Für Werbezwecke für eine US-amerikanische Kreditkartenfirma wurde in den USA im Jahr 1995 eine EP mit folgenden vier Liedern veröffentlicht: Yellow Submarine, It Don’t Come Easy, Photograph und With a Little Help from My Friends. Das erste und vierte Lied stammt von der CD Ringo Starr and His All Starr Band Volume 2: Live from Montreux, das zweite und dritte Lied von der CD Ringo Starr and His All-Starr Band.

## Wiederveröffentlichungen
Die CD-Veröffentlichung aus dem Jahre 1990 wurde bisher nicht neu remastert.